# توم بيترسون
توم بيترسون (بالسويدية: Tom Pettersson)‏ (25 مارس 1990 ترولهتان السويد - ) هو لاعب كرة قدم سويدي.

## روابط خارجية
- توم بيترسون على موقع اتحاد النرويج (النرويجية)
- توم بيترسون على موقع اتحاد السويد (السويدية)
- توم بيترسون على موقع الدوري الأمريكي (الإنجليزية)
- توم بيترسون على موقع قاعدة بيانات كرة القدم.إي يو (الإنجليزية)
- توم بيترسون على موقع Soccerway.com (الإنجليزية)